# IJsselwetering
De IJsselwetering is een afwateringskanaal in de tot de Nederlandse provincie Utrecht behorende gemeenten Utrecht en IJsselstein. Het begin ervan valt samen met het beginpunt van de Lange Vliet, ongeveer 3 km ten zuiden van De Meern. De Lange Vliet loopt vanaf dit punt naar het noorden en de IJsselwetering naar het zuidoosten, ongeveer evenwijdig met de Hollandse IJssel met een gemiddelde tussenafstand van ongeveer 800 meter. Bij IJsselstein boog vroeger de wetering naar rechts in de richting van de IJssel om daarin uit te monden. Dit laatste deel is thans niet meer of met moeite terug te vinden in de woonwijk IJsselveld.

## Geschiedenis
In 1285 was een dam gelegd in het begin van de Hollandse IJssel bij Vreeswijk. Vanaf toen kon het water van de rivier de Lek niet meer in de Hollandse IJssel stromen. Dit had tot gevolg dat het waterpeil in deze rivier daalde en niet meer de pieken vertoonde die voor het onderlopen van straten in Gouda hadden gezorgd. Vanwege de lagere en stabiele waterstand ontstond nu in het aangrenzende poldergebied interesse om overtollig water naar deze rivier af te voeren.
Bij IJsselstein was een kasteelheer, de Heer van IJsselveld, eigenaar van een gebied ten noorden van deze stad. Hij kwam op het idee een lange wetering te laten graven, welke zou uitwateren op de Hollandse IJssel. Hij wilde dit doen in samenwerking met de belanghebbende grondgebruikers. Daarom richtte hij in 1288 een samenwerkingsverband op, waaraan behalve hijzelf alle ingezetenen van een omvangrijk gebied deelnamen. Dit gebied van circa 20 km² had de volgende grenzen: in het westen de Meerndijk, in het noorden de Oude Rijn, in het oosten de Vaartsche Rijn en in het zuiden 'Jutphaas', waarmee werd bedoeld: de huidige Nedereindseweg en waarschijnlijk ook de polders aan de zuidzijde hiervan. De grondgebruikers kregen het recht van afwatering op de Hollandse IJssel via de nieuw te graven IJsselwetering. Hiertegenover stond voor hen de verplichting tot het onderhouden van de nieuw aan te leggen watergang en de te bouwen sluis. Ook werden in de overeenkomst gedetailleerde bepalingen opgenomen over het eigendom van materiële zaken, tot aan het hout van de sluis toe. Ook de ten westen van de Meerndijk gelegen polders van het Groot-Waterschap van Woerden gingen over tot afwatering op de Hollandse IJssel.
Na minder dan een eeuw echter werd deze afwatering problematisch. De bovenloop van de Hollandse IJssel ging namelijk verzanden. Oorzaken hiervan waren het gebrek aan natuurlijke stroming en de wisseling van eb en vloed van de Noordzee. Er werd nu noodgedwongen naar alternatieve routes voor de afwatering gezocht. In 1385 werd vanaf het beginpunt van de IJsselwetering een nieuw kanaal gegraven, de Lange Vliet, dat het water in tegenovergestelde (noordelijke) richting afvoerde naar de Utrechtse Vecht.